# Улас, Владимир Дмитриевич
Влади́мир Дми́триевич Ула́с (род. 13 апреля 1960 года, Барановичи, Белорусская ССР) — российский политический деятель. Первый секретарь Московского городского комитета КПРФ (2004—2010), секретарь Центрального комитета КПРФ (2004—2008). Депутат Государственной думы V созыва (фракция КПРФ, 2007—2011).

## Биография
Владимир Улас родился 13 апреля 1960 года в Барановичах. Родители: отец — учитель истории, мать — врач.
В 1982 году окончил с золотой медалью факультет «Пилотируемые летательные аппараты» Рижского высшего военного авиационного инженерного училища имени Якова Алксниса. В 1988 году получил степень кандидата технических наук, защитив диссертация в области авиационного двигателестроения.
В 1991 году окончил с отличием факультет вычислительной математики и кибернетики МГУ им. Ломоносова.
В 1997 году был избран член-корреспондентом Российской академии космонавтики (1997).
В 1985—2004 годах занимался научно-преподавательской деятельностью в Военно-воздушной инженерной академии им. Н. Е. Жуковского (адъюнкт, преподаватель, старший преподаватель, доцент кафедры «Теории авиационных двигателей»), а также научными исследованиями в авиационно-космической области.
В 1999 году Владимир Уласу было присвоено звание полковника Вооружённых сил России.

### Политическая карьера
В марте 1981 года вступил в КПСС.
Вместе с Сергеем Викторовичем Никитиным[уточнить] выступил[когда?] инициатором создания Комитета защиты прав граждан, выступающего против незаконного строительства элитных комплексов в исторически сложившихся районах, уничтожения парков, скверов, детских и спортивных площадок.
Возглавлял организацию КПРФ в Северном административном округе Москвы. Кандидат в члены ЦК КПРФ в 2000—2004. С 3 июля 2004 года на X съезде КПРФ избран секретарём ЦК КПРФ, оставался на этом посту до 30 ноября 2008 года. В июле 2004 года избран первым секретарём Московского городского комитета КПРФ (МГК КПРФ).
Избран депутатом Московской городской думы 4 декабря 2005 (по списку КПРФ, занимал в нём третье место). Руководитель фракции «Коммунистическая партия Российской Федерации» в Мосгордуме. Член комиссий Думы: по безопасности; бюджетно-финансовой; по здравоохранению и охране общественного здоровья.
В 2007 году был избран депутатом Государственной думы пятого созыва по списку КПРФ (№ 2 в группе по городу Москве).
По результатам заседания Президиума ЦК КПРФ от 12 мая 2010 года было принято решение: "…считать работу бюро Московского городского комитета КПРФ под руководством первого секретаря горкома В. Д. Уласа по выполнению Постановления Президиума «О Постановлении Президиума ЦКРК КПРФ „О противодействии руководства Московского городского комитета КПРФ борьбе ЦКРК с нарушителями программных установок, наносящих существенный ущерб партии“ неудовлетворительной…». Снят с должности первого секретаря горкома. По мнению ряда обозревателей, снятие Уласа с занимаемого поста связано с его самостоятельной позицией в отношениях с ЦК КПРФ и активизацией деятельности Московской организации. Политолог Алексей Макаркин отмечал, что решение о роспуске бюро московского горкома, возглавляемого депутатом Госдумы Владимиром Уласом, «может усилить позиции Зюганова, но вряд ли пойдет на пользу московской организации, которая стала гораздо активнее при Уласе — состоявшемся публичном политике новой волны».
Владимир Улас поддерживает собственный сайт www.ulas-vladimir.ru, используя его в качестве личного блога и трибуны для политических выступлений.
4 апреля 2012 года Улас заявил на своём сайте, что как член ЦК КПРФ потребовал предоставить ему слово, однако в этом было отказано. В предполагаемом тексте выступления В. Д. Улас обвинил Геннадия Зюганова в развале работы Санкт-Петербургской и Московской организациях и предложил ему уйти в отставку.
Подписал открытое письмо к XV съезду КПРФ, в котором содержатся требование радикальных перемен в верхушке КПРФ.